# Dhana
Dhana è una suddivisione dell'India, classificata come census town, di 10.295 abitanti, situata nel distretto di Sagar, nello stato federato del Madhya Pradesh. In base al numero di abitanti la città rientra nella classe IV (da 10.000 a 19.999 persone).

## Geografia fisica
La città è situata a 23° 45' 0 N e 78° 50' 60 E e ha un'altitudine di 512 m s.l.m..

## Società

### Evoluzione demografica
Al censimento del 2001 la popolazione di Dhana assommava a 10.295 persone, delle quali 6.302 maschi e 3.993 femmine. I bambini di età inferiore o uguale ai sei anni assommavano a 1.482, dei quali 751 maschi e 731 femmine. Infine, coloro che erano in grado di saper almeno leggere e scrivere erano 7.797, dei quali 5.284 maschi e 2.513 femmine.